# Gran Premio del Brasile 1980
Il Gran Premio del Brasile 1980 è stata la seconda prova della stagione 1980 del Campionato mondiale di Formula 1. Si è corsa domenica 27 gennaio 1980 sul Circuito di Interlagos. La gara è stata vinta dal francese René Arnoux, su Renault; per il vincitore si trattò del primo successo nel mondiale. Ha preceduto sul traguardo l'italiano Elio De Angelis su Lotus-Ford Cosworth e l'australiano Alan Jones su Williams-Ford Cosworth. Per De Angelis si trattò del primo podio in una gara iridata.

## Vigilia

### Aspetti sportivi
Il gran premio avrebbe dovuto svolgersi sul Circuito di Jacarepaguá ma il sindaco di Rio de Janeiro lamentò l'eccessiva spesa sostenuta per l'organizzazione della gara. Ciò mise in dubbio l'esistenza del gran premio stesso, oltre che la sua sede. Bernie Ecclestone ricordò infatti come ben cinque piste fossero pronte a entrare nel calendario iridato. A questo andava aggiunto anche il divieto imposto dalle autorità brasiliane, a seguito della crisi petrolifera, di disputare gare automobilistiche nel Paese.
Successivamente la Confederação Brasileira de Automobilismo (CBA) confermò che il divieto riguardava solo le gare nazionali e che la gara si sarebbe effettuata sul tracciato di Interlagos, anche se i piloti criticarono la scelta a causa della scarsa sicurezza del tracciato, tanto da minacciare di non corrervi. La cancellazione della gara in Brasile avrebbe provocato però anche la cancellazione del Gran Premio d'Argentina, per ragioni finanziarie. La GPDA, associazione che riuniva i piloti di Formula 1, decise infine di confermare la presenza dei suoi piloti alla gara brasiliana. Bernie Ecclestone, patron della Brabham e capo della FOCA, aveva anche affermato che, in caso di boicottaggio del gran premio brasiliano da parte dei piloti, sarebbe stato facile per le scuderie sostituirli con altri conduttori, disposti a partecipare alla gara.
Gli organizzatori riasfaltarono quasi completamente il circuito e rinforzarono le protezioni in molti punti della pista. Nei giorni precedenti la gara vi fu comunque un'ispezione del tracciato da parte del presidente della GPDA, Jody Scheckter, che rilevò la presenza di gobbe sull'asfalto alle curve 1, 2 e do Sol.
L'edizione 1980 del gran premio fu comunque l'ultima a tenersi sulla versione del circuito da quasi otto chilometri. Quando la Formula 1 tornò sul tracciato, per l'edizione del gran premio del 1990, venne utilizzata la nuova versione, lunga solo 4,325 km.
Al giovedì prima della gara si tennero delle prove libere, della durata di tre ore. Il più rapido risultò Didier Pironi su Ligier in 2'23"06; precedette il suo compagno di scuderia Jacques Laffite e Elio De Angelis su Lotus, che fu anche penalizzato dalla rottura del cambio che ne limitò i giri in pista. Le asperità dell'asfalto danneggiavano pesantemente le "minigonne" montate sulle monoposto. Emerson Fittipaldi uscì di pista alla Ferradura, ma ciò non ebbe conseguenze fisiche per il pilota.

## Qualifiche

### Resoconto
Nella giornata del venerdì il miglior tempo fu di Jean-Pierre Jabouille che chiuse in 2'21"40, nuovo record del tracciato. Secondo, a quasi nove decimi di distanza, fu il suo compagno di scuderia René Arnoux. Le Renault, vetture spinte da un motore turbo, erano favorite dall'altitudine del tracciato, 850 metri sul livello del mare, che in parte limitava la potenza dei tradizionali motori a pressione atmosferica. Un altro vantaggio era dato dalla coperture Michelin: la casa francese, pur in presenza di una temperatura elevata, poté proporre degli pneumatici a mescola morbida. Ciò favorì anche l'altra scuderia gommata dalla Michelin, la Ferrari. Scheckter chiuse quarto e Villeneuve sesto. Il canadese nelle libere del mattino era stato penalizzato da un problema all'impianto dell'olio. Al termine delle prove vi fu un controllo tecnico specifico sul peso di Ligier e Williams: tutte le vetture risultarono regolari.
Al sabato le condizioni meteorologiche mutarono; le prove della mattina furono condotte sotto la pioggia, mentre per quelle ufficiali tornò il sereno. Nessuno fu però in grado di battere il tempo fatto segnare da Jabouille al venerdì. Per il francese si trattò così della quinta pole position iridata della carriera. Didier Pironi conquistò la prima fila, mentre in seconda Gilles Villeneuve precedette Carlos Reutemann. Arnoux, secondo al venerdì, venne scavalcato anche da Jacques Laffite. I primi sette della classifica chiusero in un secondo di spazio. Jody Scheckter terminò ottavo, penalizzato dall'esposizione di bandiere gialle nel corso di un giro lanciato.

### Risultati
Nella sessione di qualifica si è avuta questa situazione:
| Pos                     | Nº | Pilota                | Costruttore              | Tempo   | Griglia |
| ----------------------- | -- | --------------------- | ------------------------ | ------- | ------- |
| 1                       | 15 | Jean-Pierre Jabouille | Renault                  | 2'21"40 | 1       |
| 2                       | 25 | Didier Pironi         | Ligier-Ford Cosworth     | 2'21"65 | 2       |
| 3                       | 2  | Gilles Villeneuve     | Ferrari                  | 2'22"17 | 3       |
| 4                       | 28 | Carlos Reutemann      | Williams-Ford Cosworth   | 2'22"26 | 4       |
| 5                       | 26 | Jacques Laffite       | Ligier-Ford Cosworth     | 2'22"30 | 5       |
| 6                       | 16 | René Arnoux           | Renault                  | 2'22"31 | 6       |
| 7                       | 12 | Elio De Angelis       | Lotus-Ford Cosworth      | 2'22"31 | 7       |
| 8                       | 1  | Jody Scheckter        | Ferrari                  | 2'23"02 | 8       |
| 9                       | 5  | Nelson Piquet         | Brabham-Ford Cosworth    | 2'23"16 | 9       |
| 10                      | 27 | Alan Jones            | Williams-Ford Cosworth   | 2'23"38 | 10      |
| 11                      | 11 | Mario Andretti        | Lotus-Ford Cosworth      | 2'23"46 | 11      |
| 12                      | 14 | Clay Regazzoni        | Ensign-Ford Cosworth     | 2'24"85 | 12      |
| 13                      | 8  | Alain Prost           | McLaren-Ford Cosworth    | 2'24"95 | 13      |
| 14                      | 29 | Riccardo Patrese      | Arrows-Ford Cosworth     | 2'25"06 | 14      |
| 15                      | 21 | Keke Rosberg          | Fittipaldi-Ford Cosworth | 2'25"74 | 15      |
| 16                      | 30 | Jochen Mass           | Arrows-Ford Cosworth     | 2'25"75 | 16      |
| 17                      | 23 | Bruno Giacomelli      | Alfa Romeo               | 2'25"80 | 17      |
| 18                      | 6  | Ricardo Zunino        | Brabham-Ford Cosworth    | 2'26"53 | 18      |
| 19                      | 20 | Emerson Fittipaldi    | Fittipaldi-Ford Cosworth | 2'26"86 | 19      |
| 20                      | 9  | Marc Surer            | ATS-Ford Cosworth        | 2'27"10 | 20      |
| 21                      | 22 | Patrick Depailler     | Alfa Romeo               | 2'27"11 | 21      |
| 22                      | 3  | Jean-Pierre Jarier    | Tyrrell-Ford Cosworth    | 2'27"15 | 22      |
| 23                      | 7  | John Watson           | McLaren-Ford Cosworth    | 2'27"29 | 23      |
| 24                      | 4  | Derek Daly            | Tyrrell-Ford Cosworth    | 2'28"21 | 24      |
| Vetture non qualificate |    |                       |                          |         |         |
| NQ                      | 10 | Jan Lammers           | ATS-Ford Cosworth        | 2'29"54 | NQ      |
| NQ                      | 18 | Dave Kennedy          | Shadow-Ford Cosworth     | 2'30"52 | NQ      |
| NQ                      | 17 | Stefan Johansson      | Shadow-Ford Cosworth     | 2'31"48 | NQ      |
| NQ                      | 31 | Eddie Cheever         | Osella-Ford Cosworth     | 2'34"52 | NQ      |

## Gara

### Resoconto

Elio De Angelis, secondo al traguardo, colse a Interlagos il primo podio in Formula 1 della carriera.

Gilles Villeneuve fu autore di una bella partenza tanto da porsi in testa alla gara, davanti a Didier Pironi, Jacques Laffite e Jean-Pierre Jabouille. Nel corso del primo giro Jabouille fu capace di passare sia Laffite che Pironi e porsi al secondo posto.
Villeneuve, già nel corso della seconda tornata, venne passato da Jabouille; il canadese dovette poi cedere la posizione, sempre al giro 2, anche a Pironi, Laffite e Arnoux. Un giro dopo Laffite e Arnoux passarono Pironi, mentre Villeneuve continuò a cedere posizioni.
Al giro 4 Didier Pironi fu costretto a una sosta ai box per un problema tecnico, precipitando in ventunesima posizione. Anche Gilles Villeneuve fu costretto al giro 6 a tornare ai box, per sostituire gli pneumatici. Stessa sorte, poco dopo per Jody Scheckter, penalizzato da un guasto al propulsore. Al giro 12 il sudafricano fu costretto al ritiro. La classifica vedeva sempre al comando Jean-Pierre Jabouille, seguito da Jacques Laffite, René Arnoux, Elio De Angelis, Alan Jones e Nelson Piquet. Due giri dopo Laffite si ritirò per un guasto elettrico mentre Piquet fu costretto da una foratura a un cambio delle gomme, che lo portò in ultima posizione. Riccardo Patrese e Alain Prost entrarono nella zona punti. Didier Pironi fu nel frattempo autore di una poderosa rimonta che lo portò a ridosso della zona punti.
Al giro 21 Pironi passò Prost, tornando così al sesto posto; tre giri dopo il leader della gara, Jabouille, si ritirò per il malfunzionamento del turbo: passò così a condurre il suo compagno alla Renault, René Arnoux. Al ventiseiesimo giro Pironi scalò ancora una posizione passando Patrese.
A quattro giri dal termine Alain Prost passò Patrese, installandosi al quinto posto. La gara venne vinta da René Arnoux, per la prima volta nella sua carriera in F1: si trattò anche della seconda vittoria della Renault nel mondiale; Elio De Angelis chiuse secondo (al suo primo podio), terzo fu Alan Jones, davanti a Pironi, Prost e Patrese. Arnoux, sessantacinquesimo pilota a vincere una gara iridata, tornò ai box grazie a un passaggio datogli da Patrese in quanto la sua vettura aveva terminato la benzina poco dopo il traguardo.
De Angelis batté il record di più giovane pilota a podio per una gara iridata, a 21 anni, 10 mesi e un giorno, che durava dal Gran Premio di Gran Bretagna 1959, e che apparteneva a Bruce McLaren, con 21 anni, 10 mesi, 18 giorni. Il record venne poi a sua volta battuto solo nel Gran Premio d'Argentina 1997 da Ralf Schumacher. dalla stagione successiva fino alla stagione 1989 La Formula 1 non correrà ad Interlagos bensì sul circuito di jacerepagua, che poi il circuito verrà intitolato al futuro campione del mondo di formula 1 Nelson piquet e per l'Indycar e formula cart verrà intitolato ad Emerson Fittipaldi.

### Risultati
I risultati del gran premio furono i seguenti:
| Pos | No | Pilota                | Costruttore              | Giri | Tempo/Ritiro       | Pos. Griglia | Punti |
| --- | -- | --------------------- | ------------------------ | ---- | ------------------ | ------------ | ----- |
| 1   | 16 | René Arnoux           | Renault                  | 40   | 1h40'01"33         | 6            | 9     |
| 2   | 12 | Elio De Angelis       | Lotus-Ford Cosworth      | 40   | +21"86             | 7            | 6     |
| 3   | 27 | Alan Jones            | Williams-Ford Cosworth   | 40   | +1'06"11           | 10           | 4     |
| 4   | 25 | Didier Pironi         | Ligier-Ford Cosworth     | 40   | +1'40"13           | 2            | 3     |
| 5   | 8  | Alain Prost           | McLaren-Ford Cosworth    | 40   | +1'45"41           | 13           | 2     |
| 6   | 29 | Riccardo Patrese      | Arrows-Ford Cosworth     | 39   | +1 giro            | 14           | 1     |
| 7   | 9  | Marc Surer            | ATS-Ford Cosworth        | 39   | +1 giro            | 20           |       |
| 8   | 6  | Ricardo Zunino        | Brabham-Ford Cosworth    | 39   | +1 giro            | 18           |       |
| 9   | 21 | Keke Rosberg          | Fittipaldi-Ford Cosworth | 39   | +1 giro            | 15           |       |
| 10  | 30 | Jochen Mass           | Arrows-Ford Cosworth     | 39   | +1 giro            | 16           |       |
| 11  | 7  | John Watson           | McLaren-Ford Cosworth    | 39   | +1 giro            | 23           |       |
| 12  | 3  | Jean-Pierre Jarier    | Tyrrell-Ford Cosworth    | 39   | +1 giro            | 22           |       |
| 13  | 23 | Bruno Giacomelli      | Alfa Romeo               | 39   | +1 giro            | 17           |       |
| 14  | 4  | Derek Daly            | Tyrrell-Ford Cosworth    | 38   | +2 giri            | 24           |       |
| 15  | 20 | Emerson Fittipaldi    | Fittipaldi-Ford Cosworth | 38   | +2 giri            | 19           |       |
| 16  | 2  | Gilles Villeneuve     | Ferrari                  | 36   | Acceleratore       | 3            |       |
| Rit | 22 | Patrick Depailler     | Alfa Romeo               | 33   | Problemi elettrici | 21           |       |
| Rit | 15 | Jean-Pierre Jabouille | Renault                  | 25   | Turbo              | 1            |       |
| Rit | 5  | Nelson Piquet         | Brabham-Ford Cosworth    | 14   | Foratura           | 9            |       |
| Rit | 26 | Jacques Laffite       | Ligier-Ford Cosworth     | 13   | Problemi elettrici | 5            |       |
| Rit | 14 | Clay Regazzoni        | Ensign-Ford Cosworth     | 13   | Motore             | 12           |       |
| Rit | 1  | Jody Scheckter        | Ferrari                  | 10   | Motore             | 8            |       |
| Rit | 11 | Mario Andretti        | Lotus-Ford Cosworth      | 1    | Testacoda          | 11           |       |
| Rit | 28 | Carlos Reutemann      | Williams-Ford Cosworth   | 1    | Trasmissione       | 4            |       |
| NQ  | 10 | Jan Lammers           | ATS-Ford Cosworth        |      |                    |              |       |
| NQ  | 18 | Dave Kennedy          | Shadow-Ford Cosworth     |      |                    |              |       |
| NQ  | 17 | Stefan Johansson      | Shadow-Ford Cosworth     |      |                    |              |       |
| NQ  | 31 | Eddie Cheever         | Osella-Ford Cosworth     |      |                    |              |       |

## Classifiche

### Piloti
| Pos. | Pilota           | Punti |
| ---- | ---------------- | ----- |
| 1    | Alan Jones       | 13    |
| 2    | René Arnoux      | 9     |
| 3    | Elio De Angelis  | 6     |
| =    | Nelson Piquet    | 6     |
| 5    | Keke Rosberg     | 4     |
| 6    | Derek Daly       | 3     |
| =    | Didier Pironi    | 3     |
| 8    | Alain Prost      | 3     |
| 9    | Bruno Giacomelli | 2     |
| 10   | Riccardo Patrese | 1     |

### Costruttori
| Pos. | Team                     | Punti |
| ---- | ------------------------ | ----- |
| 1    | Williams-Ford Cosworth   | 13    |
| 2    | Renault                  | 9     |
| 3    | Lotus-Ford Cosworth      | 6     |
| =    | Brabham-Ford Cosworth    | 6     |
| 5    | Fittipaldi-Ford Cosworth | 4     |
| 6    | Ligier-Ford Cosworth     | 3     |
| =    | Tyrrell-Ford Cosworth    | 3     |
| 8    | McLaren-Ford             | 3     |
| 9    | Alfa Romeo               | 2     |
| 10   | Arrows-Ford Cosworth     | 1     |